# Кромница
Кромница — река в России, протекает по Сонковскому району Тверской области. Устье реки находится в 109,6 км от устья реки Корожечны по левому берегу, в ста метрах ниже устья реки Бздырихи. Длина реки составляет 27 км, площадь водосборного бассейна — 95,9 км².

## Данные водного реестра
По данным государственного водного реестра России относится к Верхневолжскому бассейновому округу, водохозяйственный участок реки — Волга от Угличского гидроузла до начала Рыбинского водохранилища, речной подбассейн реки — бассейны притоков (Верхней) Волги до Рыбинского водохранилища. Речной бассейн реки — (Верхняя) Волга до Куйбышевского водохранилища (без бассейна Оки).
Код объекта в государственном водном реестре — 08010100912110000004420.